# Wildhaus-Alt St. Johann
Wildhaus-Alt St. Johann je obec na východě Švýcarska v kantonu St. Gallen. Žije zde přibližně 2 600 obyvatel.
Obec vznikla k 1. lednu 2010 sloučením obcí Wildhaus a Alt St. Johann v horní části oblasti Toggenburg. O sloučení bylo rozhodnuto na obecních zastupitelstvech koncem roku 2008.
Wildhaus-Alt St. Johann je rozlohou třetí největší a zároveň nejvýše položenou obcí v kantonu St. Gallen. Obec zahrnuje vesnice Wildhaus, Unterwasser, Alt St. Johann a osadu Starkenbach.